# Белорусско-ливийские отношения

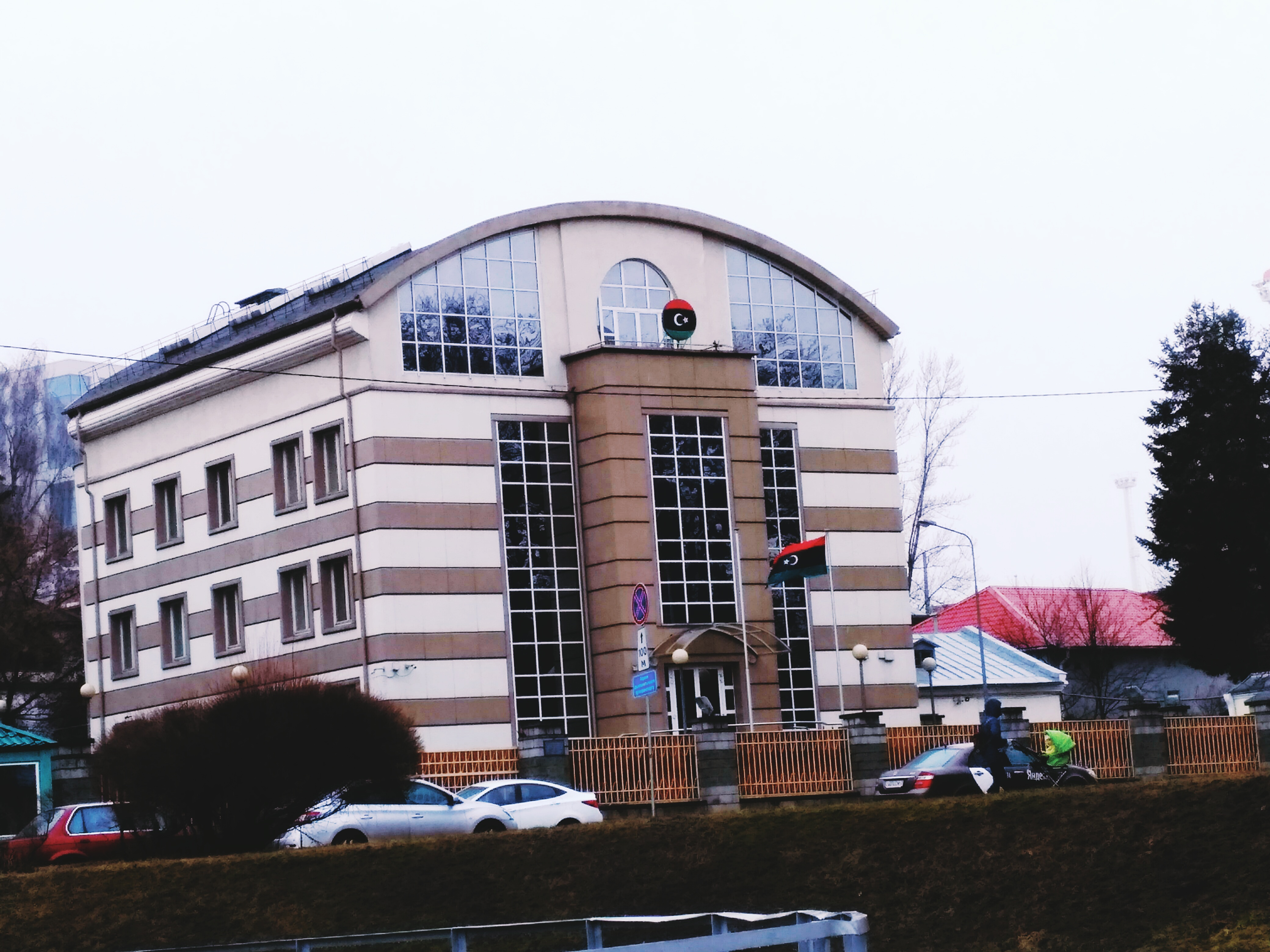
Здание посольства Ливии в Минске.

Белорусско-ливийские отношения — двусторонние дипломатические отношения между Беларусью и Ливией, которые были установлены в 1992 году.

## Ливийская Джамахирия

### История
В 2000 году президент Беларуси Александр Лукашенко встретился с ливийским лидером Муаммаром Каддафи. Это была первая встреча глав двух государств. В этом же году Ливия и Беларусь подписали межправительственное соглашение о торгово-экономическом сотрудничестве.
В 2001 году был подписан меморандум о сотрудничестве в области нефтехимии и промышленности. 1 апреля того же года в Беларуси открылось посольство государства Ливия. Временным поверенным в делах с республикой был назначен Усам Альджамиль.
В 2008 году, в связи с официальным визитом Каддафи в Минск, были проведены переговоры глав государств, а также подписан ряд документов.

### Торговля
За январь—февраль 2004 года товарооборот двух государств составил 9,5 млн долларов. Основой являлись поставки из Беларуси. В Ливию шли дорожная техника, автопогрузчики, автомобили специального назначения, запчасти и шины. Поставки в Беларусь составили лишь 3,2 тысячи долларов.

### Экономическое сотрудничество
В 2001-м в Беларуси возникло предприятие с ливийским капиталом — «Белинвестбанк». Одновременно Ливийский внешний банк стал акционером «Транстбанка» и «БелСела». 14 декабря 2003 было основано совместное белорусско-ливийское предприятие ООО «Промышленная группа EWCO». Её учредителями от Беларуси стали «Инфобанк», «Белметаллэнерго» и «МАЗ-МАН», а от Ливии — Генеральная промышленная компания, Арабская промышленная компания, Ливийская национальная компания по производству шин и аккумуляторов «Аман». Предполагалось, что предприятие организует в Ливии сборку белорусской тракторной техники, переработку шин, реконструкцию и модернизацию производств, создание сервисных центров по ремонту техники.

### Воздушное сообщение
В марте 2009 года президент Александр Лукашенко подписал указ, касающийся воздушного сообщения между Беларусью и Ливией. В соответствии с проектом соглашения, авиапредприятиям, назначенным сторонами, предоставляется право на основании разрешений совершать полёты через территорию государства другой стороны без посадки либо с посадками в коммерческих или некоммерческих целях. Документом также регулируются иные вопросы организации воздушного сообщения между государствами, в частности случаи аннулирования, ограничения и приостановления действия разрешений на выполнение полетов, освобождения от таможенных пошлин, налогов и сборов, принципы эксплуатации договорных линий, основы системы авиационной безопасности. Также сообщили, что на проведение переговоров и подписание соглашения уполномочен министр транспорта и коммуникаций Владимир Сосновский. Заключение соглашения будет способствовать развитию взаимовыгодного сотрудничества между Беларусью и Ливией в области гражданской авиации.

### Военное сотрудничество
16 декабря 2009 года во время официального визита в Триполи белорусской военной делегации под руководством министра обороны Юрия Жадобина был заключён протокол о сотрудничестве в области обороны. Перенимать опыт на учения «Запад-2009» в Беларусь приезжал младший сын Каддафи, Хамис, командир элитного подразделения спецназа Ливии. В июне 2010 года ливийские военные приняли участие в учениях с белорусской 11-й отдельной механизированной бригадой из Слонима, которые проходили на Обуз-Лесновском полигоне под Барановичами.

## События 2011 года
Во время гражданской войны и военной интервенции в Ливии в 2011 году, Республика Беларусь стала одной из немногих стран, которые осудили действия блока НАТО. Представители министерства иностранных дел Беларуси заявили:

«Бомбардировки территории Ливии выходят за рамки резолюции Совета Безопасности ООН 1973 и нарушают её главную цель — обеспечивание безопасности мирному населению. Республика Беларусь призывает государства, участвующие в военной операции, немедленно прекратить военные действия, которые приводят к человеческим жертвам. Урегулирование конфликта является внутренним делом Ливии и должно осуществляться только ливийским народом без военного вмешательства извне».
Узнав о убийстве Муаммара Каддафи, президент Александр Лукашенко сказал следующее:

«Совершена агрессия, убито руководство страны, не только Муамар Каддафи. Притом, как убито? Ну, застрелили бы, в бою погиб бы человек. Так это же с помощью спецслужб (не думайте, что его, главу государства, пацаны задержали. Как его охраняли, вы знаете), захват руководителя страны осуществили натовские спецподразделения. Над ним издевались, измывались, стреляли, раненого насиловали, выкручивали и ломали руки, а потом замучили. Хуже, чем фашисты в свое время».
Минск не признал Национальный переходный совет, который пришёл на смену свергнутому правительству.
Также сообщалось о присутствии в Ливии военных инструкторов и наёмников из Беларуси в период гражданской войны (ещё до начала конфликта, по информации белорусского посольства, в стране действовали до 500 военных специалистов).

## Современное положение
После свержения Каддафи белорусско-ливийские связи значительно ослабели, однако оба государства всё ещё пытаются поддерживать контакты друг с другом.
- В июне 2012 года холдинговая компания «Пинскдрев» начало поставлять свою продукцию в Ливию[15].
- В мае 2013 года в Беларусь прибыла группа из 300 ливийских граждан, в основном военных, которые прошли курс реабилитации[16]. С начала 2011 года около 1500 военнослужащих из Ливии прошли лечение в Беларуси.
- В период с 2013 по 2014 год из Беларуси в аэропорт Триполи было совершено 15 рейсов, которые доставили 3000 тонн боеприпасов для нужд Ливийской национальной армии[17].
- В декабре 2014 года посольство Беларуси в Ливии было закрыто[18].
- Около шести утра 27 августа 2020 года группа из порядка 30 сторонников Правительства национального согласия (ПНС) Ливии и нанятых белорусских граждан штурмовала здание посольства страны в Минске, представляющее власти востока Ливии под руководством маршала Халифы Хафтара. Был избит дипломат Мухаммад Истейта[19].
- В мае 2021 года сообщалось, что Рогачёвский молочноконсервный комбинат отправил свою первую партию концентрированного молока в Ливию[20].